# 황남대총 남분 은제 팔뚝가리개
황남대총 남분 은제 팔뚝가리개(皇南大塚南墳 銀製肱甲)는 대한민국 경상북도 경주시 황남동 미추왕릉 지구에 있는 삼국시대 신라 무덤인 황남대총에서 발견된 팔뚝가리개이다. 1978년 12월 7일 대한민국의 보물 제632호로 지정되었다.

## 개요
황남대총 남분 은제 팔뚝가리개(皇南大塚南墳 銀製肱甲)는 경주시 황남동 미추왕릉 지구에 있는 삼국시대 신라 무덤인 황남대총에서 발견된 팔뚝가리개이다. 황남대총은 2개의 봉분이 남·북으로 표주박 모양으로 붙어 있다.
이 팔뚝가리개는 남쪽 무덤 널(관) 밖 머리쪽의 껴묻거리 구덩이(부장갱) 안에서 발견된 것으로, 길이 35cm이다.

## 같이 보기
- 황남대총

## 참고 자료
- 황남대총 남분 은제 팔뚝가리개 - 국가유산청 국가유산포털